# Šestostruka veza
Šestostruka veza je tip kovalentne veze u kojoj učestvuje 12 vezujućih elektrona i čiji red veze je 6. Jedini poznati molekuli sa šestostrukim vezama su diatomski dimolibden (2) i divolfram (W2), koji postoje u gasovitoj fazi. Postoji uverljiva evidencija da dva elementa periodnog sistema ne mogu da formiraju vezu većeg reda od 6.

## Dimolibden i divolfram
Dimolibden (2) se može detektovati u gasovitoj fazi na niskim temperaturama (7 K) primenom tehnike laserskog isparavanja koristeći molibdensku ploču koristeći, na primer, blisko infracrvenu spektroskopiju ili UV spektroskopiju. Poput dihroma, singlet stanje se očekuje od dimolibdena. Viši red veze se odražava u kraćoj dužini veze od 194 pm.

## Drugi molekuli
Mada diatomski 2 i 2 imaju formalne strukture sa vezama od dvanaest elektrona, njihovi efektivni redovi veze izvedeni iz kvantno hemijskih proračuna su manji od 5 (što odgovara petostrukim vezama).

## Literatura
- Bursten, Bruce E.; F. Albert Cotton; Hall, Michael B. (1980). „Dimolybdenum: nature of the sextuple bond”. Journal of the American Chemical Society. 102 (20): 6348. doi:10.1021/ja00540a034.
- Borin, A; Gobbo, João Paulo; Roos, Björn O. (2008). „A theoretical study of the binding and electronic spectrum of the Mo2 molecule”. Chemical Physics. 343 (2–3): 210. Bibcode:2008CP....343..210B. doi:10.1016/j.chemphys.2007.05.028.
- Goodgame, Marvin M. & Goddard, William A. III (1981). „The "sextuple" bond of chromium dimer”. The Journal of Physical Chemistry. 85 (3): 215. doi:10.1021/j150603a001.
- Chisholm, Mh (2007). „Metal to metal multiple bonds in ordered assemblies” (Free full text). Proceedings of the National Academy of Sciences of the United States of America. 104 (8): 2563—70. Bibcode:2007PNAS..104.2563C. PMC 1815223 . PMID 17299047. doi:10.1073/pnas.0610364104.
- Norman, Joe G.; Ryan, P. Barry (1980). „Metal-metal bond energies in diatomic molybdenum, octachloromolybdate (Mo2Cl84-), and molybdenum formate (Mo2(O2CH)4)”. Journal of Computational Chemistry. 1 (1): 59—63. doi:10.1002/jcc.540010107.
- Atha, P. M.; Hillier, I. H.; Guest, M. F. (1980). „Electron correlation and the nature of the sextuple bond in the dimolybdenum molecule”. Chemical Physics Letters. 75 (1): 84—86. Bibcode:1980CPL....75...84A. doi:10.1016/0009-2614(80)80469-6.
- Wood, Carol; Doran, Mark; Hillier, Ian H.; Guest, Martyn F. (1980). „Theoretical study of the electronic structure of the transition metal dimers, discandium, dichromium, dimolybdenum, and dinickel”. Faraday Symp. R. Soc. Chem. 14 (Diatomic Met. Met. Clusters): 159—169. doi:10.1039/fs9801400159.